# Łukasz Binkowski
Łukasz Jakub Binkowski (ur. 1981 w Wadowicach) – polski biolog i ekolog, specjalizujący się w toksykologii środowiska, doktor habilitowany nauk biologicznych, nauczyciel Uniwersytetu Pedagogicznego w Krakowie (profesor uczelni od 2019 r.). Od 2017 r. pełni funkcję Zastępcy Dyrektora ds. nauki Instytutu Biologii UP.

## Życiorys
W 2005 r. ukończył studia biologiczne na Akademii Pedagogicznej im. Komisji Edukacji Narodowej w Krakowie. W 2011 roku na podstawie rozprawy napisanej pod kierunkiem Katarzyny Sawickiej-Kapusta pt. „Koncentracje metali ciężkich i ich wpływ na zmiany histopatologiczne, aktywność dehydratazy kwasu δ-aminolewulinowego i parametry krwi u krzyżówki Anas platyrhynchos L. i łyski Fulica atra L.” uzyskał na Wydziale Biologii i Nauk o Ziemi Uniwersytetu Jagiellońskiego stopień doktora nauk biologicznych w dyscyplinie biologia. W 2018 roku na podstawie dorobku naukowego oraz cyklu publikacji pt. „Kadm i ołów jako zagrożenia dla ptaków wodnych w Polsce” uzyskał na Wydziale Geograficzno-Biologicznym Uniwersytetu Pedagogicznego im. Komisji Edukacji Narodowej w Krakowie stopień doktora habilitowanego nauk biologicznych w dyscyplinie biologia.
Jest pomysłodawcą, inicjatorem i głównym koordynatorem wydarzenia charytatywnego „Akcja SOS – Uczelnie Schroniskom”, którą rozpoczął w 2006 r.

## Zainteresowania badawcze
Prowadzi badania dotyczące zanieczyszczenia środowiska. Jego doświadczenie w tym zakresie sięga badań prowadzonych na kręgowcach (głównie ptakach i ssakach), jak i bezkręgowcach. Interesuje go wpływ szeroko pojętych ksenobiotyków na organizmy tych zwierząt oraz sprawne monitorowanie ich poziomu w środowisku. Autor kilkudziesięciu artykułów naukowych dotyczących wspomnianej tematyki.

## Wyróżnienia
W 2016 r. otrzymał Nagrodę im. Artura Rojszczaka przyznaną przez klub Stypendystów Fundacji na rzecz Nauki Polskiej.
Laureat stypendium dla wybitnych młodych naukowców w 2016 r. W 2020 r. uhonorowany Medalem Komisji Edukacji Narodowej. Stypendysta Programu Fulbrighta (USA), rządu francuskiego (Francja), SAIA NSP (Słowacja) i SCIEX-NMSch (Szwajcaria).